# Ерік Гейссерер
Ерік Ендрю Гейссерер (англ. Eric Andrew Heisserer; нар. 1970) — американський сценарист, продюсер, автор коміксів і режисер. Його сценарій до фільму «Прибуття» приніс йому Премію «Сатурн» за найкращий сценарій на 43-й церемонії вручення премії «Сатурн» та номінацію за найкращий адаптований сценарій на 89-й церемонії вручення премії «Оскар» у 2016 році.

## Кар'єра
Професійна сценарна кар'єра Гайсерера розпочалася з продажу сценарію фільму «Будинок Діонеї» компанії Warner Bros. у 2005 році на основі однойменної онлайн- епістолярної історії, яку він писав з осені 2004 року до зими 2006 року «Будинок Діонеї» був мультимедійним романом, розказаним у кількох блогах, які ведуть вигадані персонажі, і стосувався зловісного будинку, який існував у багатьох місцях на всій території Сполучених Штатів. Вважається, що це одна з перших популярних історій про крипіпасту. Потім він розробив оригінальний телевізійний пілот для Paramount Pictures і CBS і написав повнометражні проєкти для Jerry Bruckheimer Films і Warner Bros. У 2007 році він продав Regency Enterprises і Fox презентацію під назвою Inhuman, надприродний трилер, дія якого відбувається в Токіо, який поєднує в собі бойовик та аніме, а також сценарій фільму жахів під назвою Dustycats про дівчину-підлітка, яка виявляє, що перетворюється на кота-перевертня, коли збуджується.
У грудні 2008 року він найнятий, щоб переглянути та переписати сценарій для перезапуску франшизи «Кошмар на вулиці В'язів», виробництва Platinum Dunes . Першу чернетку написав Веслі Стрік. Сценарій перейшов до режисера Семюеля Баєра, актора Джекі Ерла Гейлі, а знімання почали в травні 2009 року.
Він переписав приквел для режисера Джона Карпентера до ремейку Щось 1982 року . У квітні 2010 року Гейссерер написав сценарій «Пункт призначення 5» п'ятого фільму франшизи фільмів жахів .
Гейссерер дебютував як режисер у фільмі «Години» з Полом Вокером у головній ролі. Він був співавтором Закляття 2 разом із братами Чедом Гейзом і Кері Гейзом. Разом з художником Феліпе Массаферою та колористом Весом Дзьобою написав серію коміксів Shaper.
Гейссерер написав сценарій фільму «Прибуття» 2016 року з оповіданням Теда Чана «Історія твого життя». Після виходу фільму він був номінований як найкращий адаптований сценарій на 89-й церемонії вручення премії «Оскар».
У липні 2017 року Гейссерер оголосив, що розробляє для AMC науково-фантастичний серіал на основі іншої історії Теда Чана «Подобається те, що ти бачиш: Документальний фільм». Серіал досліджує такі поняття, як краса, стосунки та реклама.
Гейссерер написав сценарій фільму «Пташиний короб» (2018) на основі трилера «Пташина скринька» Джоша Малермана. У фільмі, що вийшов на Netflix, зіграла Сандра Баллок, а режисером виступила Сюзанна Бір.
Гессерер виступив творцем, головним сценаристом, ведучим шоу та виконавчим продюсером серіалу Netflix «Тінь і кістка» 2021 року, адаптації фентезійних книг «Трилогія Гриші» та «Шістка воронів» .
Гайсерер є сином Маргарет Л., старшого редактора видавничої компанії, та Ендрю Дж. Гайсерера, професора стародавньої історії з Нормана, штат Оклахома . Гайсерер одружився з телепродюсером/письменницею Крістін Бойлан у 2010 році. Його попередній шлюб закінчився розлученням.

## Фільмографія

### Кінофільми
| Рік  | Назва                   | Сценарист | Продюсер   | Примітки |
| ---- | ----------------------- | --------- | ---------- | --- |
| 2010 | Кошмар на вулиці В'язів | Так       | Ні         | У співавторстві з Веслі Стріком |
| 2011 | Пункт призначення 5     | Так       | Ні         | |
| 2011 | Щось                    | Так       | Ні         | |
| 2013 | Години                  | Так       | Ні         | Також режисер |
| 2016 | Не вимикай світло       | Так       | Так        | |
| 2016 | Прибуття                | Так       | Виконавчий | Премія Сатурн за найкращий сценарій Премія Critics' Choice Movie Award за найкращий сценарій Премія Гільдії сценаристів Америки за найкращий адаптований сценарій Номінація — премія «Оскар» за найкращий адаптований сценарій Номінація — премія BAFTA за найкращий адаптований сценарій Номінація — Премія кінокритиків Чикаго за найкращий адаптований сценарій |
| 2018 | Пташиний короб          | Так       | Виконавчий | |
| 2018 | Занепад цивілізації     | Так       | Ні         | в титрах не зазначений |
| 2020 | Бладшот                 | Так       | Ні         | У співавторстві з Джеффом Водлоу |

### Телебачення
| Рік       | Назва         | Сценарист | Виконавчий продюсер | Примітки               |
| --------- | ------------- | --------- | ------------------- | ---------------------- |
| 2021–2023 | Тінь і кістка | 4 епізоди | 16 епізодів         | Також керівник проєкту |

## Книги
Він написав книгу «150 сценарних викликів», яка містить вправи, які допомагають сценаристам розвивати свої навички. Було опубліковано в листопаді 2013 року.